# Maryla (Ambros)
Maryla je opera o prologu a pěti jednáních českého skladatele Vladimíra Ambrose na libreto Evy Hrubanové-Součkové podle stejnojmenné novely Alioise Jiráska. Premiéru měla 10. října 1953 v Krajském oblastním divadle v Olomouci.

## Vznik, charakteristika a historie
Prostějovský skladatel Vladimír Ambros působil od roku 1948 v Olomouci, kde spolupracoval mimo jiné s divadlem a s Moravskou filharmonií a účastnil se práce místní pobočky Svazu československých skladatelů. Skladatel a šéf olomoucké opery Iša Krejčí zde toho roku provedl jeho poslední, téměř čtvrt století starou operu El Christo de la Luz. I když opera na repertoáru dlouho nezůstala, bylo její uvedení pro Ambrose impulsem, aby se vrátil k opernímu žánru. V letech 1949 až 1951 tak pro olomoucké divadlo napsal operu Maryla na námět populární stejnojmenné povídky Aloise Jiráska, které do podoby libreta o pěti jednáních s mluveným prologem zpracovala Prostějovanka Eva Hrubanová-Součková.  
V atmosféře počátku 50. let 20. století sáhl Ambros po námětu politicky konformním – historické prózy Aloise Jiráska byly komunistickou kulturní politikou dávány za vzor – nicméně takovém, které odpovídalo jeho naturelu a skladatelským metodám a přímým ideologickým aspektům se co nejvíce vyhýbalo. Z Jiráskova díla si vybral prózu Maryla, což je už dle spisovatelova žánrového označení selanka a slovy Lubomíra Dorůžky „prostá povídka roztomilého děje, nad jehož závěrem se klene duha smíru tohoto klidného období našich dějin“. Historické politické a ideologické konflikty se v ní odrážejí jen okrajově, a tyto části navíc Ambros ve svém zpracování zcela potlačil – na rozdíl od obou dalších operních zpracování Maryly, totiž oper Jiří z Kunštátu a Poděbrad Osvalda Chlubny a Maryla Františka Suchého, v nichž jsou naopak vyzdviženy.
Naproti tomu Ambros se soustředil na milostný příběh. Lubomír Dorůžka ji označuje jeho Marylu za „šťastnou operu dobré pohody, laděnou do jemného, spíše lyricky zbarveného komorního tónu“. Libreto vychází především z prozaických dialogů předlohy, a proto je i styl zpěvních partů převážně konverzačně-deklamační, přecházející však na řadě míst v širší ariosa a zpěvní linie. Zatímco Dorůžka hovoří o „výstižné charakteristice postav“, podle Ambrosova životopisce Vladimíra Gregora se právě pro charakteristiku postav symfonicky zaměřenému skladateli nedostávalo „tematické pregnantnosti a konkrétnosti“. Ambrosově impresionistickému kompozičnímu stylu, který v různých podobách charakterizuje celou jeho tvorbu, odpovídalo spíše umění zachytit „nálady a dojmy z vnímaného objektu, či okamžité duševní, citové, často i psychicky neklidné stavy“. To se projevuje zejména v lyrických obrazech, například v druhém dějství v prostředí lesa nebo v noční atmosféře čtvrtého dějství. Přispívá tomu i „barvitý a průzračně znějící orchestr“ a „mistrná, nikdy nepřetížená instrumentace“ (L. Dorůžka). I s přihlédnutím k idyličnosti samotného námětu však opeře chybí dramatický tah a i Vladimír Gregor vidí hlavní problém Maryly v tom, že Ambros nedokázal konfrontovat svou běžnou kompoziční praxi s dramatickou účinností díla.
Maryla zůstala poslední Ambrosovou operou, roku 1956 skladatel zemřel.
Československý rozhlas pořídil zkrácenou nahrávku opery, která se však v jeho archivu zřejmě nezachovala.

## Osoby a první obsazení
| osoba                                             | hlasový obor | premiéra (10. října 1953) |
| ------------------------------------------------- | ------------ | ------------------------- |
| Jan Rozvoda, vladyka na Šonově                    | tenor        | Jiří Hladík               |
| Ondřej Buchovec, vladyka na Domkově               | bas          | …                         |
| Zdeněk Buchovec, vladyka na Domkově, jeho synovec | baryton      | Alois Tesař               |
| Eufemie, jeho sestra                              | alt          | J. Bošinová               |
| Maryla, Zdeňkova schovanka                        | soprán       | Jitka Krupová             |
| Tiburcí Čelechovský ze Sobíšku                    | tenor        | …                         |
| Straka z Nedabilic                                | baryton      | Vladimír Stropnický       |
| Celba, zvaný Turek                                | baryton      | Vladimír Ott              |
| Uršula, hospodyně na Šonově                       | alt          | …                         |
| Bavor, zeman                                      | baryton      | …                         |
| Mladota, zeman                                    | tenor        | …                         |
| Recitátor (v prologu)                             | mluvená role | …                         |
| Lid                                               |              |                           |
| Dirigent: Iša Krejčí                              |              |                           |
| Režie: Karel Jernek                               |              |                           |
| Scéna: Aleš Bořkovec                              |              |                           |

## Děj opery

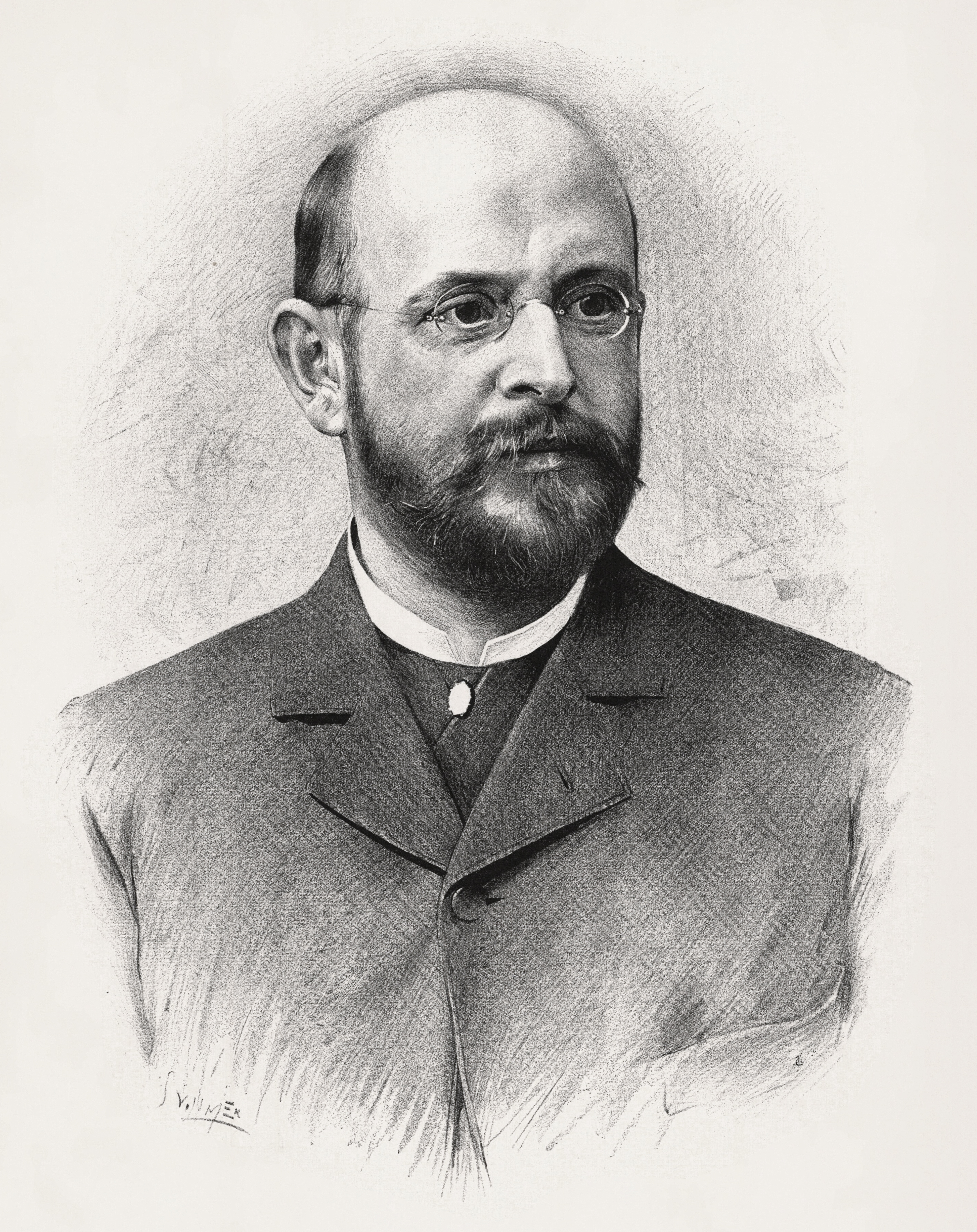
Alois Jirásek, rytina Jana Vilímka.

Prolog (melodram): recitátor přibližuje divákovi poklidnou a šťastnou dobu v Čechách za vlády Ladislava Pohrobka a zemského správce Jiřího z Poděbrad.

### 1. dějství
(Dvůr šonovské tvrze) Mladý vladyka Jan Rozvoda se teprve přednedávnem vrátil po službě u zemského správce a ujal se zpustošené tvrze Šonov, zděděné po matce (arioso Přečkaje vše zlé stráže). Hospodaří tu s ním vojenský druh jeho otce Celba, zvaný Turek, a stará hospodyně Uršula. V nepřítomnosti pevné ruky na Šonově začali užívat doubravu na hranicích pozemků šonovského a domkovského statku, odedávna k Šonovu náležející, majitelé domkovské tvrze a Rozvadovi nejbližší sousedé, vladykové Buchovcové z Domkova. Jan Rozvoda by uvítal smírné řešení, ale zároveň chce rozhodně hájit svá práva, a proto zahájil o doubravu spor, který má řešit zemský soud.
Zabloudí k němu dívka na koni a ptá se na cestu na Domkov. Jan ihned poznává, že děvče není zdejší, a ona mu vypravuje svůj příběh. Mladší z Buchovců, Zbyněk, býval husitským hejtmanem a na výpravách do dalekého Polska v bojích proti Řádu německých rytířů se ujal osiřelého děvčátka, dcery svého spolubojovníka Taraby z Bořic, které vychoval na vojenských taženích a následně přivezl do Čech jako vlastní dceru (arioso Prosím tebe, je-li daleko na Domkov … Z dalekých zemí dítě, nejsem odtud). Dívka se jmenuje Maryla a neváhala se obrátit o pomoc na Šonovské, protože o sporu o doubravu neví. I vladyka Jan na něj rád zapomíná, ohromen dívčiným zjevem, který obdivuje i Celba (arioso Ale krásná). Dvorně jí nabídne, že ji doprovodí až bráně domovské tvrze.

### 2. dějství
(Doubrava) Jan Rozvoda si smluvil s Marylou dostaveníčko na půli cesty mezi jejich domovy, právě ve sporné doubravě. Tam jej však cestou na Domkov nalezne pan Tiburcí Čelechovský ze Sobíšku, hrabivý a potměšilý panáček. V naději na buchovecké dědictví se uchází o ruku staré panny Eufemie, Zbyňkovy sestry. A protože je vášnivý sudič, to on rozdmýchává na Domkově spor o lesík a na druhé straně potměšile pobízí i šonovského vladyku. Rozvodovi je Tiburcí k smíchu (arioso Andělíku rozkochaný… Panic v červené nohavici).
Po Tiburcího odjezdu se konečně objeví i Maryla. Ta se mezitím dozvěděla o sporu o hraniční les a bojí se, aby pro něj neztratila náklonnost sotva poznaného junáka (arioso Vím všechno o doubravě). Ale Jan je do ní zamilován a oba jsou rozhodnuti vytrvat ve své lásce i přes možné překážky, které jim zejména od horkokrevného a tvrdohlavého Zbyňka Buchovce hrozí (duet Kde jsou dva sobě věrni).

### 3. dějství
(Síň na domkovské tvrzi) Až na pannu Eufemii mají Marylu na Domkově všichni rádi. I starší z Buchovců, Zbyňkův strýc Ondřej, si děvče zamiloval, byť není z jeho krve (arioso Stydlivě vzhlížejíc na Parida). Tiburcí se obává, že by Marylina láska k šonovskému zemanovi mohla proti jeho zájmům přispět k urovnání sporu o doubravu. Naopak za příznivých okolností by se Tiburcí mohl zbavit nevítané domkovské spoludědičky. Dvoří se proto panně Eufemii a s upejpáním jí prozradí utajený vztah mezi Marylou a Rozvodou (arioso Při s vlastním srdcem a rozumem). Podaří se mu Eufemii otočit si kolem prstu (Eufemiino arioso Ach, pane Tiburcí) tak, že za jeho pomoci sama z mravního pohoršení zpraví svého bratra Zbyňka. Ten se rozezlí a volá Marylu k vysvětlení. Dívka srdnatě brání svou lásku, ale po Eufemiině urážlivé narážce na svůj sirotčí stav s pláčem uteče.
Zbyněk záhy svého unáhlení lituje a chce se s Marylou udobřit, ale zjistí, že není ve své komoře, nýbrž utekla z Domkova (arioso Ztratila se mi, když se začalo stmívat… Maryla není ovečka). Byť o statečnou dívku nemá velký strach, chce se ji vydat hledat. Ale tento záměr odsune Ondřej, jenž přináší zprávu o smrti krále Ladislava Pohrobka (arioso Mám novinu, smutnou novinu). Do Prahy je svolán volební zemský sněm. Zemané Buchovcové, stejně jako všichni obyvatelé království, doufají, že z volby vzejde král, který zachová zemi vnitřní i vnější mír.

### 4. dějství
(Na šonovské tvrzi, v noci) Rozvoda odjel tajně se dvěma svědky z tvrze a Celba se v hovoru s Uršulou obává, že znamená souboj, patrně s panem Zbyňkem (arioso Jen aby to nebylo o nějakou bitvu). Ale je to jinak; Maryla učinila rozhodnutí, utekla z Domkova a dali se s Janem Rozvodou ve skromnosti, téměř tajně oddat. Nyní ji Rozvoda přivádí jako paní na Šonov. Maryla lituje, že se svatba musela konat bez Zbyňkova svolení. Snad alespoň její zesnulí rodiče jí sešlou požehnání (arioso Já jsem si jinak malovala svůj svatební průvod… Vzpomínala jsem na rodiče). Sama pak z hradby obhlíží krajinu a obává se hněvu a zatvrzelosti svého otčíma (arioso Všechen kraj dřímá pod tmavým nebem).

### 5. dějství
(Před šonovskou tvrzí) Celba měl vlastně pravdu, prchlivý Zbyněk se dozvěděl o tom, kde se Maryla nachází, a podezřívaje Rozvodu z dívčina únosu, přitáhl k jeho tvrzi s ozbrojeným oddílem (Celbovo arioso Což jsem ti neříkal, že bude bitva). Maryla se při pohledu na srocující se vojsko strachuje, ale Jan ji uklidňuje (arioso Už jedou, buď klidná, Marylo). Oddíl vedou oba Buchovcové, i když Ondřej se snaží svého synovce mírnit a vytýká mu, že v napjatou dobu myslí na své soukromé záležitosti (arioso Ve vážnou chvíli). Jménem Buchovců předstupuje jejich emisar Straka z Nedabilic a přednáší výzvu Rozvodovi, aby vydal uloupenou Marylu (arioso Zbyněk Buchovec žádá, abys mu dceru vydal). Maryla podává odpověď sama: k Janovi přišla dobrovolně, miluje a otce prosí o odpuštění. Rozlícený Zbyněk nedá ani na její prosby, ani na Ondřejovy domluvy. Prohlašuje, že Maryla již není jeho dcerou, a chystá se odtáhnout ve zlém.
V té chvíli přichází zpráva o výsledcích pražského sněmu. Králem byl zvolen dosavadní zemský správce pan Jiří z Kunštátu a Poděbrad, který již prokázal svou moudrost, spravedlivost i oddanost českému národu. Ondřej Buchovec začíná díkůvzdání a chválu nového krále (arioso Jiří z Poděbrad byl zvolen českým králem), k níž se nadšeně přidávají i všichni přítomní. Ba i Zbyněk si uvědomí, že v tuto dějinnou chvíli je třeba urovnat domácí rozmíšky. Odpouští svéhlavé dceři a smiřuje se s Rozvodou, který je koneckonců čestný a statečný mladík z dobrého rodu (arioso Ty můj sokolíku nespoutaný). Všichni se radují a doufají, že stejně jako zde na válečném poli před Šonovem, i v celé zemi zavládne pod záštitou Poděbradovou pokoj a štěstí (sbor Sluníčko, rozzař se).